# Зерноград
Зерноград (рус. Зерноград) град је у Русији у Ростовској области. Према попису становништва из 2010. у граду је живело 26842 становника.

## Становништво
| 1939. | 1959.  | 1970.  | 1979.  | 1989.  | 2002.  | 2010.  |
| ----- | ------ | ------ | ------ | ------ | ------ | ------ |
| 8.774 | 15.634 | 20.324 | 25.270 | 26.097 | 28.840 | 26.842 |